# React (web framework)
React (noto anche come React.js o ReactJS) è una libreria open-source, front-end, JavaScript per la creazione di interfacce utente. È mantenuto da Meta (già Facebook) e da una comunità di singoli sviluppatori e aziende.
React può essere utilizzato come base nello sviluppo di applicazioni a pagina singola ma è utilizzabile anche su mobile tramite React Native, una libreria sempre sviluppata da Meta che tramuta i componenti React in componenti nativi (iOS e Android). Tuttavia, React si occupa solo del rendering dei dati sul DOM, pertanto la creazione di applicazioni React richiede generalmente l'uso di librerie aggiuntive per lo state management e il routing. Redux e React Router sono i rispettivi esempi di tali librerie. A questo fine è possibile utilizzare anche dei framework terzi, come ad esempio Next.js.

## Utilizzo di base
Di seguito è riportato un esempio rudimentale di utilizzo di React in HTML con JSX e JavaScript. 
```
import
 
React
 
from
 
'react'
;

import
 
ReactDOM
 
from
 
'react-dom/client'
;

const
 
Saluto
 
=
 
()
 
=>
 
{

    
return
 
(

        
<
div
 
className
=
"hello-world"
>

            
<
h1
>
Ciao
,
 
mondo
!
</
h1
>

        
</
div
>

    
);

};

const
 
App
 
=
 
()
 
=>
 
{

    
return
 
<
Saluto
 
/>;

};

const
 
root
 
=
 
ReactDOM
.
createRoot
(
document
.
getElementById
(
'root'
));

root
.
render
(

    
<
React
.
StrictMode
>

        
<
App
 
/>

    
</
React
.
StrictMode
>

);

```

in base al documento HTML di seguito.
```
<!DOCTYPE html>

<
html
 
lang
=
"en"
>

  
<
head
>

    
<
meta
 
charset
=
"utf-8"
 
/>

    
<
title
>
React App
</
title
>

  
</
head
>

  
<
body
>

    
<
noscript
>
You need to enable JavaScript to run this app.
</
noscript
>

  
</
body
>

</
html
>

```

La funzione Saluto è un componente React che mostra il famoso "Hello, world" introduttivo.

## Caratteristiche degne di nota

### Componenti
Il codice di React è costituito da entità denominate componenti. I componenti possono essere sottoposti a rendering su un particolare elemento nel DOM usando la libreria React DOM. Quando si esegue il rendering di un componente, si possono passare valori noti come "props":
```
ReactDOM
.
render
(
<
Greeter
 
greeting
=
"Hello World!"
 
/>
,
 
document
.
getElementById
(
'myReactApp'
));

```

I due modi principali per dichiarare i componenti in React sono tramite componenti funzionali e componenti basati su classi.

### Componenti funzionali
I componenti funzionali vengono dichiarati con una funzione che quindi restituisce alcuni JSX.
```
const
 
Greeting
 
=
 
(
props
)
 
=>
 
<
div
>
Hello
,
 
{
props
.
name
}
!<
/div>;

```

### Componenti basati su classi
I componenti basati su classi vengono dichiarati utilizzando le classi ES6. Sono anche noti come componenti "stateful", perché il loro stato può contenere valori in tutto il componente e può essere passato ai componenti figlio tramite props:
```
class
 
ParentComponent
 
extends
 
React
.
Component
 
{

 
state
 
=
 
{
 
color
:
 
'green'
 
};

 
render
()
 
{

  
return
 
(

   
<
ChildComponent
 
color
=
{
this
.
state
.
color
}
 
/>

  
);

 
}

}

```

### DOM virtuale
Un'altra caratteristica notevole è l'uso di un Document Object Model (DOM) virtuale. React crea una cache della struttura dati in-memory, calcola le differenze risultanti e quindi aggiorna in modo efficiente il DOM visualizzato dal browser. Ciò consente al programmatore di scrivere codice come se l'intera pagina fosse renderizzata su ogni modifica, mentre le librerie React eseguono il rendering solo dei sottocomponenti che cambiano effettivamente.

### Metodi del ciclo di vita
I metodi del ciclo di vita sono hook che consentono l'esecuzione di codice in punti prestabiliti durante la vita di un componente.
- shouldComponentUpdate consente allo sviluppatore di impedire il rendering non necessario di un componente restituendo false se non è richiesto un rendering.
- componentDidMount viene chiamato una volta che il componente è "montato" (il componente è stato creato nell'interfaccia utente, spesso associandolo a un nodo DOM). Questo è comunemente usato per attivare il caricamento dei dati da una fonte remota tramite un'API.
- componentWillUnmount viene chiamato immediatamente prima che il componente venga demolito o "smontato". Questo è comunemente usato per cancellare dipendenze che richiedono risorse al componente che non saranno semplicemente rimosse con lo smontaggio del componente (ad esempio, la rimozione di qualsiasi istanza setInterval() che è correlata al componente o un "eventListener" impostato sul "documento" a causa della presenza del componente).
- render è il metodo di ciclo di vita più importante e l'unico richiesto in qualsiasi componente. Di solito viene chiamato ogni volta che viene aggiornato lo stato del componente, che dovrebbe riflettersi nell'interfaccia utente.

### JSX
JSX, o JavaScript XML, è un'estensione della sintassi del linguaggio JavaScript. Simile nell'aspetto all'HTML, JSX fornisce un modo per strutturare il rendering dei componenti usando una sintassi familiare a molti sviluppatori. I componenti di React sono in genere scritti usando JSX, sebbene non debbano esserlo (i componenti possono anche essere scritti in puro JavaScript). JSX è simile a un'altra sintassi di estensione creata da Facebook per PHP chiamata XHP.
Un esempio di codice JSX:
```
class
 
App
 
extends
 
React
.
Component
 
{

 
render
()
 
{

  
return
 
(

   
<
div
>

    
<
p
>
Header
<
/p>

    
<
p
>
Content
<
/p>

    
<
p
>
Footer
<
/p>

   
<
/div>

  
);

 
}

}

```

#### Elementi nidificati
Elementi multipli sullo stesso livello devono essere racchiusi in un singolo elemento contenitore come l'elemento <div> mostrato sopra o restituiti come matrice.

#### Attributi
JSX offre una gamma di attributi di elemento progettati per rispecchiare quelli forniti da HTML. Possono essere passati al componente anche attributi personalizzati. Tutti gli attributi verranno ricevuti dal componente come props.

#### Espressioni JavaScript
Le espressioni JavaScript (ma non le istruzioni) possono essere utilizzate all'interno di JSX con parentesi graffe {}:
```
<
h1
>{
10
+
1
}</
h1
>

```

 L'esempio sopra verrà così visualizzato: 
```
<
h1
>
11
</
h1
>

```

#### Dichiarazioni condizionali
Le istruzioni if-else non possono essere utilizzate all'interno di JSX ma è possibile utilizzare espressioni condizionali. L'esempio seguente mostrerà { i === 1 ? 'true' : 'false' } come stringa 'true' perché i è uguale a 1.
```
class
 
App
 
extends
 
React
.
Component
 
{

 
render
()
 
{

  
const
 
i
 
=
 
1
;

  
return
 
(

   
<
div
>

    
<
h1
>{
 
i
 
===
 
1
 
?
 
'true'
 
:
 
'false'
 
}</
h1
>

   
</
div
>

  
);

 
}

}

```

Quanto sopra renderà:
```
<
div
>

 
<
h1
>
true
</
h1
>

</
div
>

```

Le funzioni e JSX possono essere utilizzate nei condizionali:
```
class
 
App
 
extends
 
React
.
Component
 
{

 
render
()
 
{

  
const
 
sections
 
=
 
[
1
,
 
2
,
 
3
];

  
return
 
(

   
<
div
>

    
{
sections
.
length
 
>
 
0
 
&&
 
sections
.
map
(
n
 
=>
 
(

      
/* 'key' is used by react to keep track of list items and their changes */

      
/* Each 'key' must be unique */

      
<
div
 
key
=
{
"section-"
 
+
 
n
}
>
Section
 
{
n
}
<
/div>

    
))}

   
<
/div>

  
);

 
}

}

```

Quanto sopra renderà:
```
<
div
>

 
<
div
>
Section 1
</
div
>

 
<
div
>
Section 2
</
div
>

 
<
div
>
Section 3
</
div
>

</
div
>

```

Il codice scritto in JSX richiede la conversione con uno strumento come <i>Babel</i> prima di poter essere compreso dai browser web. Questa elaborazione viene generalmente effettuata nel corso del processo di costruzione del software, prima che l'applicazione venga distribuita.

### Architettura oltre HTML
L'architettura di base di React si applica oltre al rendering HTML nel browser. Ad esempio, Facebook ha grafici dinamici che eseguono il rendering in tag <canvas> e Netflix e PayPal utilizzano il caricamento universale per eseguire il rendering di HTML identico sia sul server che sul client.

### Hooks di React
Gli hooks, introdotti dalla versione 16.8 (Febbraio 2019), sono funzioni che consentono agli sviluppatori di "agganciarsi" allo stato di React e alle caratteristiche del ciclo di vita dei componenti delle funzioni. Rendono i codici leggibili e facilmente comprensibili. Gli hooks non funzionano all'interno delle classi: permettono infatti di utilizzare React senza classi.
React fornisce alcuni hook incorporati come useState, useContext, useReducer e useEffect per citarne alcuni. Sono tutti indicati nella guida alle API di riferimento degli Hooks. useState e useEffect, che sono i più utilizzati, sono utili al controllo rispettivamente degli stati e degli effetti collaterali nei componenti React.

Esempio di utilizzo di useState in un componente funzionale.
```
const
 
BirthdayComponent
 
=
 
()
 
=>
 
{

  
const
 
[
myAge
,
 
setMyAge
]
 
=
 
useState
(
16
);

  
const
 
handleClick
 
=
 
()
 
=>
 
setMyAge
(
myAge
 
+
 
1
);

  
return
 
(

    
<>

      
<
p
>
My
 
actual
 
age
 
is
 
{
myAge
}.</
p
>

      
{
myAge
 
>=
 
18
 
&&
 
<
p
>...
 
and
 
now
 
i
'
m
 
adult
</
p
>}

      
<
button
 
onClick
=
{
handleClick
}>
Add
 
one
 
year
</
button
>

    
</>

  
);

};

```

#### Regole degli Hooks
Ci sono anche regole degli hooks che devono essere seguite prima che gli stessi possano essere utilizzati:
1. Gli hooks devono essere chiamati solo al livello più alto (non all'interno di loop o istruzioni if).
2. Gli hooks devono essere chiamati solo dai componenti di funzione React, non dalle normali funzioni o dai componenti della classe.

#### Hooks personalizzati
La creazione di hooks personalizzati consente di estrarre la logica dei componenti in funzioni riutilizzabili. Un hook personalizzato è una funzione JavaScript il cui nome inizia con "use" e che può chiamare altri hooks. Le regole generali degli hooks si applicano anche a quelli personalizzati.

## Idiomi comuni
React non intende fornire una "libreria di applicazione" completa. È progettato specificamente per la creazione di interfacce utente e pertanto non include molti degli strumenti che alcuni sviluppatori potrebbero ritenere necessari per creare un'applicazione. Ciò consente di scegliere le librerie che lo sviluppatore preferisce per eseguire attività quali l'accesso alla rete o l'archiviazione locale dei dati. Modelli comuni di utilizzo sono emersi man mano che la libreria è  maturata.

### Uso dell'architettura Flux
Per supportare il concetto di flusso di dati unidirezionale di React (che va in contrasto con il flusso bidirezionale di AngularJS), l'architettura Flux rappresenta un'alternativa alla popolare architettura modello-view-controller. Flux include le azioni che vengono inviate tramite un dispatcher centrale a uno store e le modifiche a quest'ultimo vengono propagate alla vista. Se utilizzata con React, questa propagazione viene eseguita attraverso le proprietà del componente.
Flux può essere considerato una variante dell'Observer pattern.
Un componente React sotto l'architettura Flux non dovrebbe modificare direttamente alcun oggetto prop, ma dovrebbe essere passato alle funzioni di callback che creano azioni inviate dal dispatcher per modificare lo store. L'azione è un oggetto la cui responsabilità è descrivere ciò che è accaduto: ad esempio, un'azione che descrive un utente che "segue" un altro potrebbe contenere un ID utente, un ID utente di destinazione e il tipo USER_FOLLOWED_ANOTHER_USER. Gli store, che possono essere pensati come modelli, possono modificarsi in risposta alle azioni ricevute dal dispatcher.
Questo modello viene talvolta espresso come "properties flow down, actions flow up". Molte implementazioni di Flux sono state create sin dalla sua nascita, delle quali forse la più nota è Redux, che dispone di un singolo store, spesso chiamato una single source of truth (SSOT).

## Sviluppo futuro
Lo stato del progetto può essere monitorato tramite il forum di discussione del core team. Tuttavia, le principali modifiche a React passano attraverso i repository issues e le richieste di pull di Future of React. Ciò consente alla comunità di React di fornire feedback sulle nuove potenziali funzionalità, sulle API sperimentali e sui miglioramenti della sintassi JavaScript.

## Storia
React è stato creato da Jordan Walke, un ingegnere software di Facebook, che lo ha chiamato inizialmente "FaxJS". È stato influenzato da XHP, una libreria di componenti HTML per PHP . È stato utilizzato inizialmente sul News Feed di Facebook nel 2011 e successivamente su Instagram nel 2012. È stato rilasciato al pubblico al JSConf US del maggio 2013.
React Native, che consente lo sviluppo nativo di Android, iOS e UWP con React, è stato annunciato al React Conf di Facebook a febbraio 2015 e rilasciato a marzo 2015.
Il 18 aprile 2017, Facebook ha annunciato React Fiber, un nuovo algoritmo di base della libreria React per la creazione di interfacce utente. React Fiber è stato pensato come fondamento per eventuali miglioramenti e sviluppi futuri della libreria React.
Il 26 settembre 2017, è stato rilasciato al pubblico React 16.0.
Il 16 febbraio 2019, è stato rilasciato al pubblico React 16.8. Il rilascio ha introdotto gli hooks.
| Versione | Data di pubblicazione | Cambiamenti |
| -------- | --------------------- | --- |
| 0.3.0    | 29 maggio 2013        | Versione pubblica iniziale |
| 0.4.0    | 20 luglio 2013        | Supporto ai nodi di commento <div>{/* */}</div>, API di rendering lato server migliorate, rimosso React.autoBind, supporto per il prop key, miglioramenti ai moduli, bug corretti. |
| 0.5.0    | 20 ottobre 2013       | Migliorato l'utilizzo della memoria, supporto agli eventi di selezione e composizione, supporto a getInitialState e getDefaultProps nei mixin, aggiunti React.version e React.isValidClass, migliorata compatibilità per Windows. |
| 0.8.0    | 20 dicembre 2013      | Aggiunto supporto a righe e colonne, defer e async, loop per <audio> e <video>, attributi di autoCorrect. Aggiunti eventi onContextMenu, aggiornati jstransform, esprima-fb e browserify. |
| 0.9.0    | 20 febbraio 2014      | Aggiunto supporto a crossOrigin, download e hrefLang, mediaGroup e muted, sandbox, seamless e srcDoc, attributi scope. Aggiunti any, arrayOf, component, oneOfType, renderable, shape to React.PropTypes, Aggiunto supporto agli eventi onMouseOver e onMouseOut, Aggiunto supporto ad onLoad e onError sugli elementi <img>. |
| 0.10.0   | 21 marzo 2014         | Aggiunto supporto agli attributi srcSet e textAnchor, aggiunta della funzione di aggiornamento per dati immutabili, verifica dell'esclusione del tag di chiusura da tutti gli elementi void. |
| 0.11.0   | 17 luglio 2014        | Supporto SVG migliorato, evento e.view normalizzato, aggiornamento comando $apply, aggiunto supporto ai namespaces, aggiunta nuova API transformWithDetails, include pacchetti pre-compilati sotto dist/, MyComponent() ora restituisce un descrittore, anziché un'istanza. |
| 0.12.0   | 21 novembre 2014      | Aggiunte nuove funzionalità: Spread operator ({...}) introdotto per deprecare this.transferPropsTo. Aggiunto supporto per acceptCharset, classID, attributi HTML manifest, React.addons.batchedUpdate aggiunto all'API, @jsx React.DOM non più necessario. Risolti problemi con transizioni CSS. |
| 0.13.0   | 10 marzo 2015         | Deprecati pattern segnalati nella 0.12 come non più funzionanti, l'ordine di risoluzione dei ref è cambiato. Rimosse proprietà this._pendingState e this._rootNodeID. Supporto classi ES6, aggiunta API React.findDOMNode (componente), supporto a iteratori e sequenze immutable-js, aggiunta nuova funzionalità React.addons.createFragment, deprecata React.addons.classSet.                                                                                        |
| 0.14.1   | 29 ottobre 2015       | Aggiunto supporto a srcLang, default, attributi di tipo e attributo color, garantito accesso .props legacy su nodi DOM, corretto ScryRenderedDOMComponentsWithClass, aggiunto react-dom.js. |
| 15.0.0   | 7 aprile 2016         | Il rendering iniziale ora utilizza document.createElement invece di generare HTML, Niente più <span> extra, supporto SVG migliorato, ReactPerf.getLastMeasurements () è opaco, nuove deprecazioni introdotte con un avviso, risolte diversi piccoli leak di memoria, React DOM ora supporta gli attributi HTML cite e profile e le proprietà CSS cssFloat, gridRow e gridColumn.                                                                                       |
| 15.1.0   | 20 maggio 2016        | Correzione di un bug di batch, offerto l'accesso all'ultima assegnazione di oggetti, corretta regressione, rimosso utilizzo dell'utilità di merge, rinominati alcuni moduli. |
| 15.2.0   | 1º luglio 2016        | Inclusione informazioni sullo stack dei componenti, rimossa la convalida dei props al momento del montaggio, aggiunti React.PropTypes.symbol, gestione onLoad a <link>, gestione onError all'elemento <nowiki><source></nowiki>, API isRunning(), corretta regressione sulle prestazioni. |
| 15.3.0   | 30 luglio 2016        | Aggiunto React.PureComponent, risolto problema con il rendering del server nidificato, aggiunui xmlns, xmlnsXlink a supporto degli attributi SVG e referrerPolicy agli attributi HTML, aggiornato componente aggiuntivo React Perf, risolto problema con ref. |
| 15.3.1   | 19 agosto 2016        | Migliorate prestazioni dei build di sviluppo, pulizia hooks interni, aggiornata fbjs, migliorati tempi di avvio di React, corretta perdita di memoria nel rendering del server, corretto React Test Renderer, trackedTouchCount invariante su console.error. |
| 15.4.0   | 16 novembre 2016      | Il pacchetto React e la build del browser non includono più React DOM, prestazioni di sviluppo migliorate, errori di test occasionali corretti, aggiornamento dell'API di batchUpdates, React Perf e ReactTestRenderer.create(). |
| 15.4.1   | 23 novembre 2016      | Ristrutturata l'assegnazione delle variabili, corretta gestione degli eventi, corretta compatibilità della build del browser in ambienti AMD. |
| 15.4.2   | 6 gennaio 2017        | Risolti problemi di build, aggiunte dipendenze di pacchetto mancanti, messaggi di errore migliorati. |
| 15.5.0   | 7 aprile 2017         | Aggiunto react-dom/test-utils, rimosse peerDependencies, risolto problema con il Closure Compiler, aggiunto avviso di deprecazione per React.createClass e React.PropTypes, corretto bug su Chrome. |
| 15.5.4   | 11 aprile 2017        | Corretta compatibilità con Enzyme esponendo batchedUpdates su renderer superficiali, aggiornata versione prop-types, corretto pacchetto react-addons-create-fragment per includere la trasformazione loose-envify. |
| 15.6.0   | 13 giugno 2017        | Aggiunto supporto alle variabili CSS nell'attributo di stile e nelle proprietà di stile della Grid, corretto supporto AMD per i componenti aggiuntivi in base a react, rimossa dipendenza non necessaria, aggiunto avviso di deprecazione per gli helper di factory React.createClass e React.DOM. |
| 16.0.0   | 26 settembre 2017     | Gestione degli errori migliorata con l'introduzione dei "error boundaries", consentito passaggio a React DOM di attributi non standard, modifiche minori al comportamento di setState, rimozione di react-con-addons.js, aggiunta di React.createClass come create-react-class, React.PropTypes come prop-types, React.DOM come react-dom-factories, modifiche al comportamento dei metodi di pianificazione e ciclo di vita.                                          |
| 16.1.0   | 9 novembre 2017       | Interruzione dei release di Bower, correzione di una variabile globale extra accidentale nelle build UMD, correzione dell'attivazione di onMouseEnter e onMouseLeave, correzione del plceholder di <textarea>, rimozione del codice inutilizzato, aggiunta di una dipendenza mancante di package.json, aggiunta del supporto a React DevTools. |
| 16.3.0   | 29 marzo 2018         | Aggiunta una nuova API di contesto ufficialmente supportata, aggiunto nuovo pacchetto, corretto ciclo infinito quando nell'esecuzione del rendering di portali con SSR, risolto problema con this.state, risolto problema su IE/Edge. |
| 16.3.1   | 3 aprile 2018         | Prefisso API privata, corretta regressione delle prestazioni e gestione degli errori in modalità di sviluppo, aggiunta dipendenza peer, correzione di un falso avviso positivo su IE11 nell'utilizzo di Fragment. |
| 16.3.2   | 16 aprile 2018        | Risolto arresto anomalo di IE, corrette etichette nelle misurazioni dello User Timing, aggiunta build UMD, migliorate prestazioni dell'API unstable_observedBits con l'annidamento. |
| 16.4.0   | 24 maggio 2018        | Aggiunto supporto alla specifica Pointer Events, aggiunta possibilità di specificare propTypes, correzione contesto di lettura, corretto supporto a getDerivedStateFromProps(), risolto crash testInstance.parent, aggiunto componente React.unstable_Profiler per misurare le prestazioni, cambiati nomi degli eventi interni. |
| 16.5.0   | 5 settembre 2018      | Aggiunto supporto a React DevTools Profiler, gestione discreta errori in diversi casi limite, aggiunto react-dom/profiling, aggiungi evento AuxClick per browser, aggiunti campi movimentoX e movimentoY agli eventi del mouse, aggiunti tangentalPressure e campi di rotazione all'evento puntatore. |
| 16.6.0   | 23 ottobre 2018       | Aggiunto supporto a contextType, supporto a livelli di priorità, continuazioni e callback integrate, migliorato meccanismo di fallback, corretto overlay grigio su iOS Safari, aggiunto React.lazy() per i componenti di suddivisione del codice. |
| 16.7.0   | 20 dicembre 2018      | Corrette prestazioni di React.lazy per i componenti lazy-loaded, rimmossi campi su unmount per evitare leak di memoria, corretto bug in SSR, corretta regressione delle prestazioni. |
| 16.8.0   | 6 febbraio 2019       | Aggiunti hooks, aggiunti ReactTestRenderer.act() e ReactTestUtils.act() per gli aggiornamenti di batch, supporto agli elementi sincroni passati a React.lazy(), migliorata API di inizializzazione hook lazy useReducer. |
| 16.8.6   | 27 marzo 2019         | Corretto salvataggio non corretto in useReducer(), corretti avvisi iframe in Safari DevTools, avviso sull'impostazione di contextType a Context.Consumer anziché Context, avviso sull'impostazione di contextType a valori non validi. |
| 16.9.0   | 9 agosto 2019         | Aggiunta API <React.Profiler> per la raccolta programmata delle misurazioni delle prestazioni. rimosso unstable_ConcurrentMode a favore di unstable_createRoot |
| 16.10.0  | 27 settembre 2019     | Risolto caso limite in cui non veniva memorizzato un aggiornamento hook. correzione euristica per determinare quando fare l'hydrate, per non lanciarlo erroneamente durante un aggiornamento. Rimossi ulteriori campi fiber durante l'unmount per risparmiare memoria. Correzione bug sui campi di testo required in Firefox. Preferenza Object.is al posto di polyfill in linea, se disponibile. Correzione bug durante l'unione di Suspense e gestione degli errori. |
| 16.10.1  | 28 settembre 2019     | Corretta regressione nelle app Next.js consentendo a Suspense mismatch durante l'hydrate per procedura silent |
| 16.10.2  | 3 ottobre 2019        | Corretta regressione in react-native-web ripristinando l'ordine degli argomenti negli estrattori di plugin di eventi |
| 16.11.0  | 22 ottobre 2019       | Risolto lancio duplice degli handler di mouseenter all'interno dei contenitori React nidificati. Rimosse API sperimentali unstable_createRoot e unstable_createSyncRoot. (Questi sono disponibili nel canale sperimentale come createRoot e createSyncRoot.) |
| 16.12.0  | 14 novembre 2019      | React DOM - Risolti effetti passivi (useEffect) non attivati in app multi-root. React Is - Corretti tipi lazy e memo considerati elementi anziché componenti |
| 16.13.0  | 26 febbraio 2020      | Funzionalità aggiunte in modalità React Concurrent. Corrette regressioni nella libreria principale di React e React Dom. |
| 16.14.0  | 14 ottobre 2020       | Aggiunto nuovo supporto per le trasformazioni JSX |
| 17.0.0   | 20 ottobre 2020       | Rimozione del pool di eventi, aggiornamenti all'algoritmo di riconciliazione dell'albero, migliore gestione degli errori e aumentato supporto per i portali. |
| 17.0.1   | 22 ottobre 2020       | Fixato crash su IE11 |
| 17.0.22  | 22 marzo 2021         | Rimossa una dipendenza inutilizzata su SharedArrayBuffer (cross-origin-isolation warning) |
| 18.0.0   | 29 marzo 2022         | Introdotti 5 nuovi hook useId, useInsertionAffect, useTransition, useDeferredValue e useSyncExternalStore. Nuove API quali createRoot che sostituisce ReactDOM.render, hydrateRoot che sostituisce ReactDOM.hydrate Batch automatico (evita re-render indesiderati unendo tutti i setState) |
| 18.1.0   | 26 aprile 2022        | Risolti vari problemi su react-dom/client, componentWillUnmount e alcuni messaggi di warning |

### Licensing
La versione pubblica iniziale di React a maggio 2013 utilizzava la licenza Apache 2.0. Nell'ottobre 2014, React 0.12.0 l'ha sostituita con la licenza BSD a 3 clausole e ha aggiunto un file di testo PATENTS separato che dà il consenso l'utilizzo di eventuali brevetti di Facebook relativi al software:
 La licenza concessa nel presente documento terminerà, automaticamente e senza preavviso, per chiunque faccia qualsiasi reclamo (anche presentando qualsiasi azione legale, asserzione o altra azione) relativa a (a) violazione o induzione diretta, indiretta o contributiva a violare qualsiasi brevetto: (i) da parte di Facebook o di una delle sue consociate o affiliate, indipendentemente dal fatto che tale reclamo sia correlato o meno al Software, (ii) da qualsiasi parte se tale reclamo deriva in tutto o in parte da qualsiasi software, prodotto o servizio di Facebook o una delle sue sussidiarie o affiliate, indipendentemente dal fatto che tale rivendicazione sia correlata o meno al Software o (iii) da qualsiasi parte relativa al Software; o (b) che qualsiasi diritto in qualsiasi rivendicazione di brevetto di Facebook sia invalido o inapplicabile. 
Questa clausola non convenzionale ha causato alcune controversie e dibattiti nella comunità degli utenti di React, perché potrebbe essere interpretata per consentire a Facebook di revocare la licenza in molti scenari, ad esempio se Facebook fa causa al licenziatario spingendo a intraprendere "altre azioni" pubblicando l'azione su un blog o altrove. Molti hanno espresso preoccupazione per il fatto che Facebook potrebbe sfruttare ingiustamente la clausola di risoluzione o che l'integrazione di React in un prodotto potrebbe complicare l'acquisizione futura di una società startup.
Sulla base del feedback della comunità, Facebook ha aggiornato la concessione del brevetto ad aprile 2015 per renderla meno ambigua e più permissiva:
 La licenza concessa in seguito terminerà, automaticamente e senza preavviso, se tu (o una qualsiasi delle tue consociate, affiliate o agenti aziendali) avvii direttamente o indirettamente o prendi un interesse finanziario diretto in qualsiasi Dichiarazione di brevetto: (i) contro Facebook o qualsiasi delle sue consociate o affiliate aziendali, (ii) contro qualsiasi parte se tale Dichiarazione di brevetto deriva in tutto o in parte da qualsiasi software, tecnologia, prodotto o servizio di Facebook o di una qualsiasi delle sue consociate o affiliate aziendali, o (iii) contro qualsiasi parte relativo al software. [...] Una "Dichiarazione di brevetto" è qualsiasi azione legale o altra azione relativa a violazione o induzione diretta, indiretta o contributiva a violare qualsiasi brevetto, incluso un reclamo o una domanda riconvenzionale. 
La Apache Software Foundation ha ritenuto questo accordo di licenza incompatibile con le sue politiche di licenza, in quanto "trasmette il rischio per i consumatori a valle del nostro software sbilanciato a favore del licenziante, non del licenziatario, violando così la nostra politica legale di Apache di essere un donatore universale" e "non sono un sottoinsieme di quelle presenti in [Licenza Apache 2.0] e non possono essere concesse in licenza come [Licenza Apache 2.0] ". Nell'agosto 2017, Facebook ha respinto le preoccupazioni a valle della Apache Foundation e si è rifiutata di riconsiderare la loro licenza. Il mese seguente, WordPress deciso di riconfigurare fuori da React i suoi progetti Gutenberg e Calypso.
Il 23 settembre 2017, Facebook ha annunciato che la settimana successiva avrebbe rivisto la licenza di Flow, Jest, React e Immutable.js con una licenza MIT standard; la compagnia dichiarò che React era "la base di un vasto ecosistema di software open source per il web" e che non volevano "frenare i progressi per ragioni non tecniche".
Il 26 settembre 2017, React 16.0.0 è stato rilasciato con la licenza MIT. Il passaggio alla licenza MIT è stato inoltre inserito nella linea di rilascio 15.x con React 15.6.2.